# Revue navale
Pour les articles homonymes, voir Revue (homonymie).

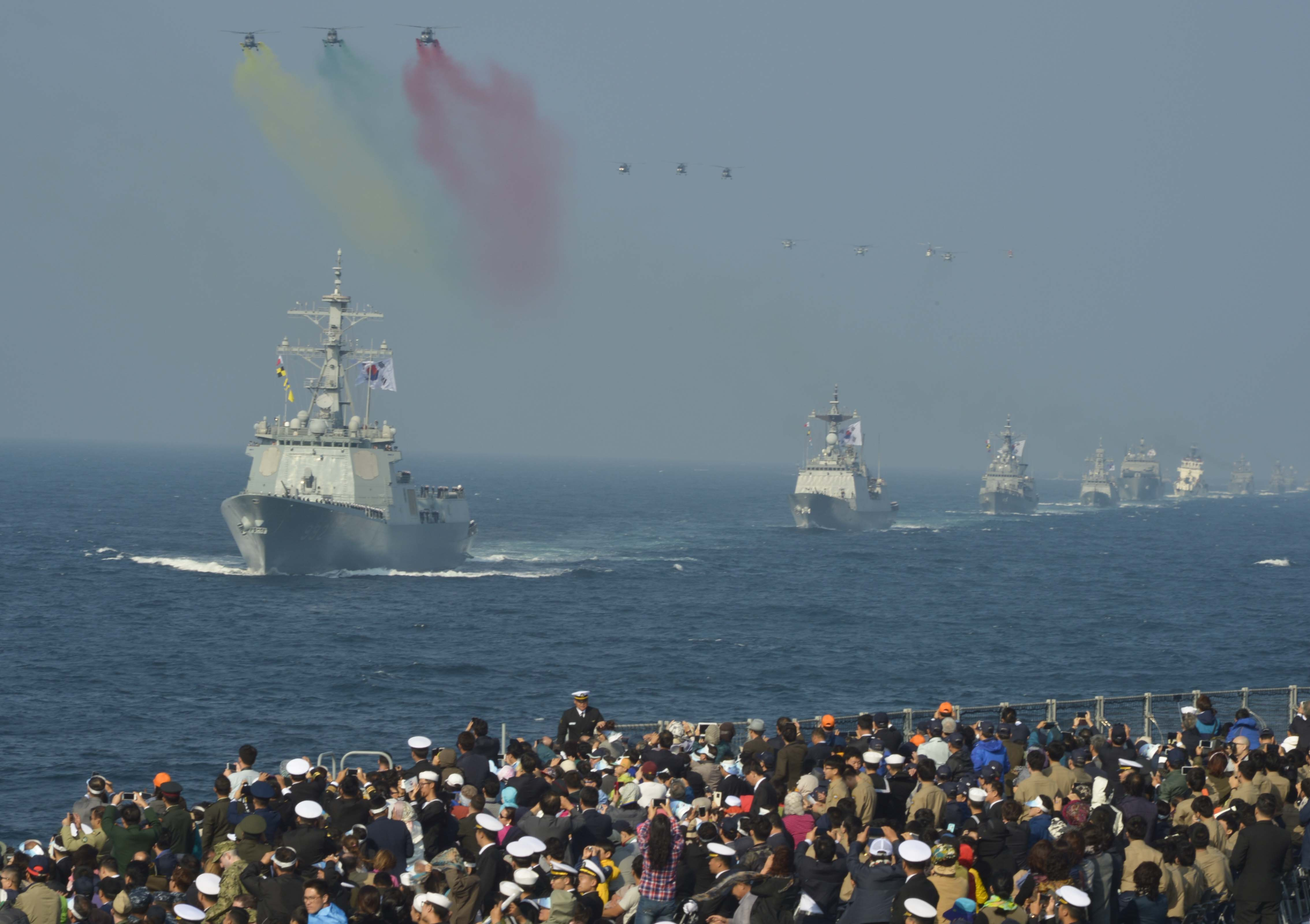
Une foule se rassemble pour regarder la revue navale de la Marine de la république de Corée, organisé en commémoration du 70e anniversaire de la marine en 2015.

Une revue de flotte ou revue navale est un événement où un rassemblement de navires d'une marine particulière défile et est examiné par un chef d'État en titre et/ou d'autres dignitaires civils et militaires officiels. Un certain nombre de marines nationales continuent de procéder à des revues de la flotte. Elles peuvent également inclure des participants et des navires de guerre de plusieurs marines.